# Isabelle (film)
Isabelle is een psychologische thriller naar het gelijknamige boek van Tessa de Loo, geregisseerd door Ben Sombogaart. De film is in september 2011 in de Nederlandse bioscopen in première gegaan.
Halina Reijn heeft zich sterk vermagerd voor haar rol.

## Verhaal
De beroemde actrice Isabelle (Halina Reijn) wordt gevangengenomen door serveerster Jeanne (Tineke Caels) die haar hond als wapen gebruikt. Jeanne sluit Isabelle op in haar kelder, hongert haar uit, en maakt naaktschilderijen van haar. Ze is jaloers omdat Isabelle mooi is en zij lelijk. Ze is van plan Isabelle dood te hongeren en dan zelfmoord te plegen, en hoopt postuum erkend te worden als schilderes met haar schilderijen van de aftakelende Isabelle. Haar verdwijning baart opzien, maar het onderzoek van de politie levert niets op.
Isabelle doet niets om zich tegen de hond te verweren en zo te ontsnappen. Ze brengt wel gesprekken op gang met Jeanne, deels als strategie om beter behandeld te worden, en deels omdat ze echt begaan is met Jeannes problemen. Op een dag is de hond ingesloten door een begin van brand in het huis terwijl Isabelle buiten is. Ze kan gemakkelijk vluchten want Jeanne heeft daarmee haar "wapen" niet ter beschikking; bovendien maakt ze zich meer zorgen om haar hond dan om het vluchten van haar gevangene. Isabelle vlucht echter niet maar redt de hond. Jeanne bedankt haar daarvoor maar zet haar toch weer gevangen. Later wordt Isabelle gered door een bezoeker van het café waar Jeanne werkt, die sinds hij haar een keer naakt heeft zien zonnen een obsessie voor haar heeft. Jeanne pleegt zelfmoord door zich te verbranden.

## Cast
| Acteur                    | Personage                   |
| ------------------------- | --------------------------- |
| Halina Reijn              | Isabelle                    |
| Tineke Caels              | Jeanne                      |
| Wim Opbrouck              | Bernard                     |
| Monique van de Ven        | Moeder van Isabelle         |
| Edwin de Vries            | Vader van Isabelle          |
| Michel van Dousselaere    | Peer                        |
| Casper Gimbrère           | Rogier                      |
| Daniel Plier              | Vader van Jeanne            |
| Brigitte Urhausen         | Moeder van Jeanne           |
| Barbara Sarafian          | Gislene                     |
| Michael Nierse            | Jean                        |
| Pallas van Boetzelaer     | Jeanne (4 jr)               |
| Isabelle Constantini      | Vrouw in bus                |
| Dora Thiry                | Kind in bus                 |
| Jan Becaus                | Vlaamse nieuwslezer         |
| Tom de Hoog               | Vlaamse politiewoordvoerder |
| Ron Cornet                | Peyroll                     |
| Patrick Hastert           | Patrick                     |
| Norbert Rutili            | Steph                       |
| Rene Mioch                | Showbizzjournalist #1       |
| Janine Abbring            | Showbizzjournalist #2       |
| Willem Quarles van Ufford | Nederlandse verslaggever    |
| Thomas Cammaert           | Vlaamse verslaggever        |
| Anna Drijver              | Nieuwe hoofdrolspeelster    |
| Isabelle van der Laan     | De Hond van Isabelle        |
| Jef Manderveld            | Jongen op schoolplein       |

## Trivia
Tim Oliehoek maakte in 2001 al een korte film gebaseerd op hetzelfde boek, met Marian Mudder in de hoofdrol.